# Ichneutes alaskensis
Ichneutes alaskensis är en stekelart som beskrevs av William Harris Ashmead 1902. Ichneutes alaskensis ingår i släktet Ichneutes och familjen bracksteklar. Inga underarter finns listade i Catalogue of Life.